# ジヴァニウド・オリヴェイラ
ジヴァニウド・オリヴェイラ (Givanildo Oliveira) ことジヴァニウド・ジョゼ・デ・オリヴェイラ（Givanildo José de Oliveira、1948年8月8日 - ）は、ブラジル・ペルナンブーコ州オリンダ出身の元同国代表サッカー選手。サッカー指導者。